# Dinarthrum punjabicum
Dinarthrum punjabicum är en nattsländeart som beskrevs av Martynov 1936. Dinarthrum punjabicum ingår i släktet Dinarthrum och familjen kantrörsnattsländor. Inga underarter finns listade i Catalogue of Life.